# Frans ten Bosch
Frans ten Bosch S.C.I., né à Lichtenvoorde le 5 août 1913 et mort assassiné à Stanleyville (Congo), le 25 novembre 1964, est un prêtre missionnaire déhonien néerlandais mort martyr pendant la révolte des Simbas.

## Biographie
Frans ten Bosch prend le nom de religion de Joseph lorsqu'il entre chez les prêtres du Sacré-Cœur de Saint-Quentin. Il est ordonné prêtre le 19 juillet 1942 et est envoyé au Congo belge en 1946, où il commence à travailler comme vicaire à la paroisse Sainte-Marthe de Stanleyville. Le Congo belge acquiert son indépendance en 1960. En 1961, Lumumba est assassiné. La guerre civile du Congo fait rage.
En août 1964, la ville de Wamba tombe aux mains de sécessionnistes marxistes. Fin octobre 1964, le général Olenga ordonne la capture de tous les Belges et occidentaux, ainsi que des missionnaires. Stanleyville est attaquée par les Simbas qui ont fait sécession. Le 24 novembre, les parachutistes belges arrivent à Stanleyville pour libérer les prisonniers. Tandis que les Simbas se ruent en fin de matinée pour réclamer de l'argent, pour fuir de la ville, à la mission où les Sœurs dominicaines ont été enfermées, le père ten Bosch craignant pour sa vie s'enfuit de sa chambre pour se cacher au-dessus du plafond de la sacristie. Les rebelles finissent par le retrouver. Pendant ce temps, pensant être envoyées devant un tribunal révolutionnaire, les sœurs sont forcées à se rassembler dans la cour de la mission, près de la sacristie où le père ten Bosch a été retrouvé et accusé d'avoir caché de l'argent. Il est battu à mort par les Simbas, le visage et le dos lardés de coups de crosses de fusil. D'autres missionnaires de la ville et des environs, prêtres, religieuses ou frères, sont emmenés par les rebelles dans cette maison de torture. Vers 17 heures, les fusillades commencent, puis les survivants sont achevés à coups de couteau. L'aide des parachutistes belges arrive trop tard.

## Source de la traduction
- (nl) Cet article est partiellement ou en totalité issu de l’article de Wikipédia en néerlandais intitulé « Frans ten Bosch » (voir la liste des auteurs).